# Frauensee
Frauensee este o comună din landul Turingia, Germania.